# Axinella alba
Axinella alba är en svampdjursart som först beskrevs av Descatoire 1966.  Axinella alba ingår i släktet Axinella och familjen Axinellidae. Inga underarter finns listade i Catalogue of Life.